# رود سلنگا
رود سلنگا (Селенга) رودی است به دریاچه بایکال می‌ریزد. این رود از کشورهای مغولستان و روسیه می‌گذرد.

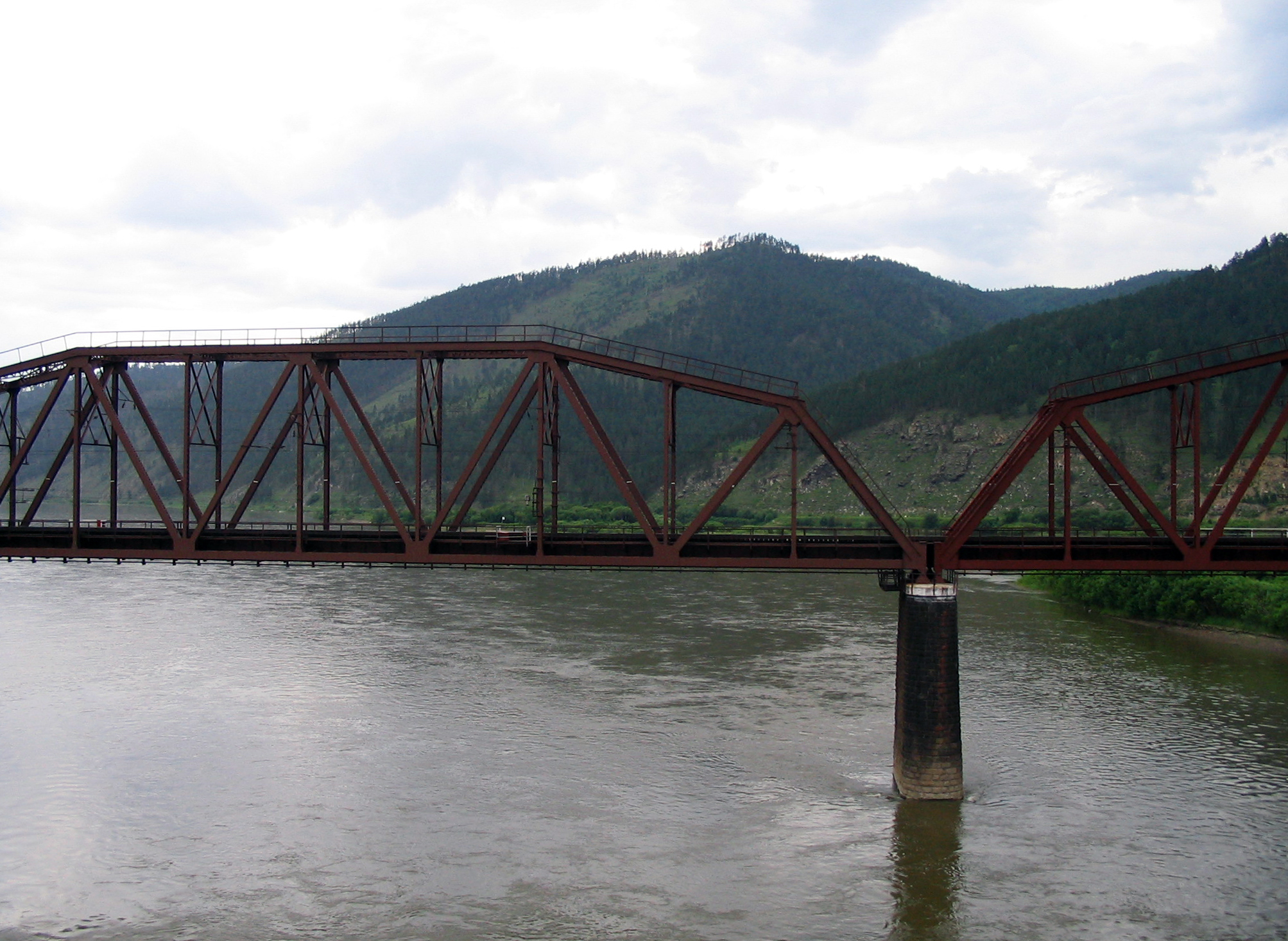
پل راه آهن بر روی رودخانه سلنگا، روسیه

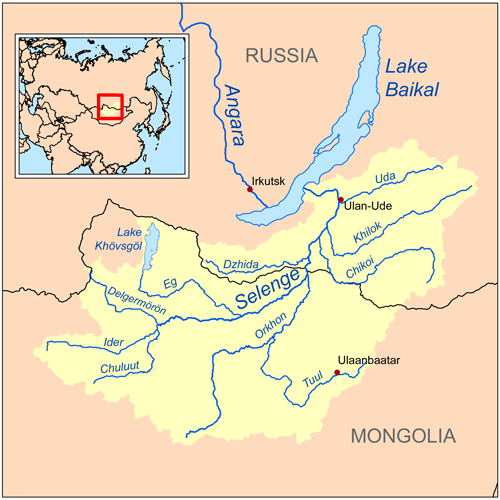